# 戴氏無齒鰻鯰
戴氏無齒鰻鯰，為輻鰭魚綱鯰形目鰻鯰科的其中一種，分布於澳洲淡水水域，體長可達40公分，棲息在水質清澈、有遮蔽物、流動的水域，成群活動，為底棲性魚類，屬肉食性，以昆蟲、甲殼類等為食。